# Adela Barnés González

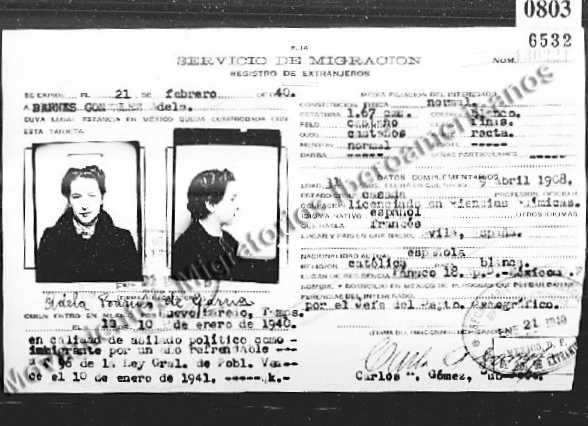
Adela Barnés González

Adela Barnés González (* 9. April 1908 in Ávila, Spanien; † 2011 in Mexiko-Stadt, Mexiko) war eine spanische Chemikerin und Hochschullehrerin. 1929 wurde sie als Mitglied in die Königlich Spanische Gesellschaft für Physik und Chemie aufgenommen. Sie war Professorin für Anorganische Chemie und Chemische Analyse an dem  Instituto Politécnico Nacional in Mexiko.

## Leben und Werk

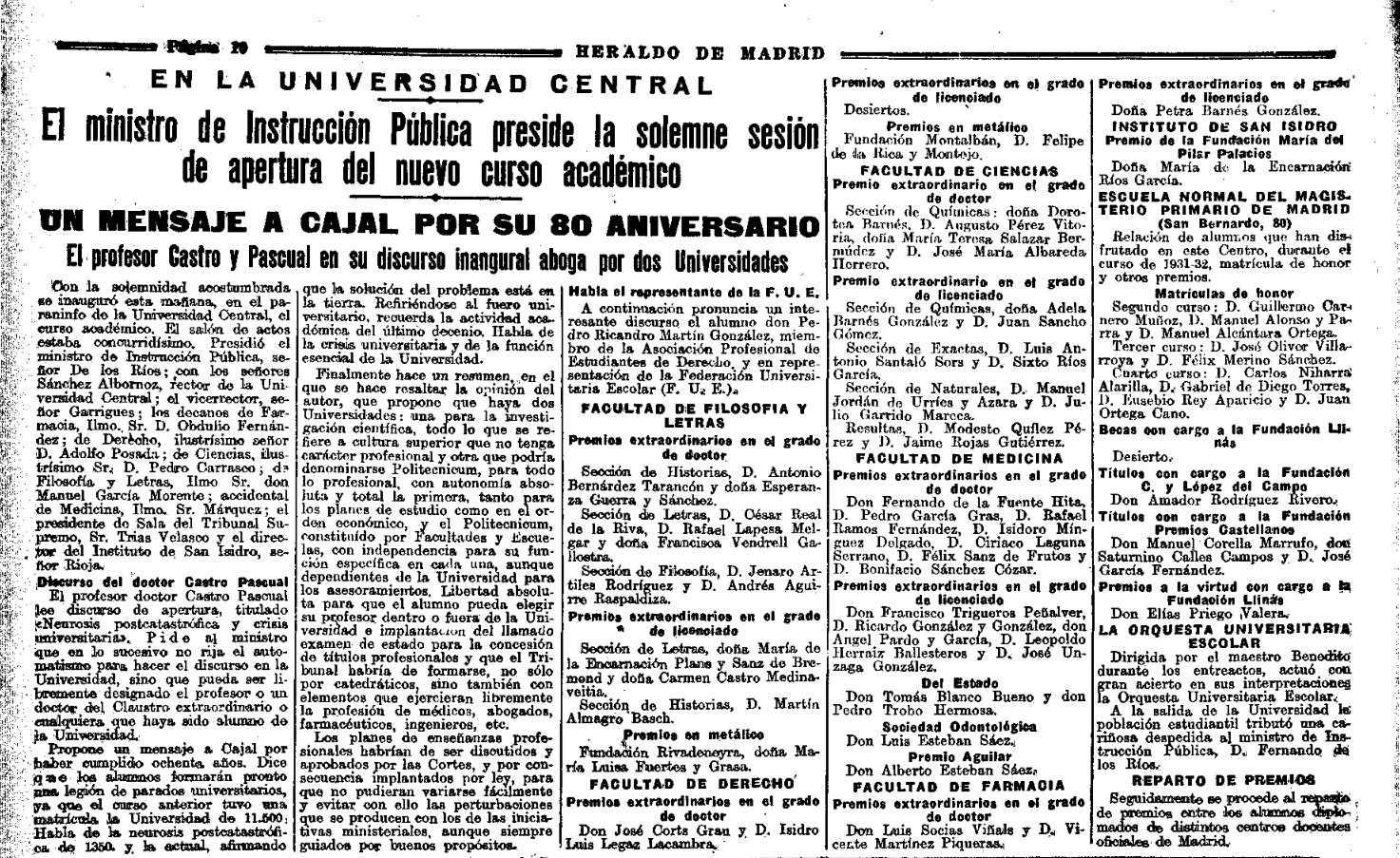
Veröffentlichung der außerordentlichen Auszeichnungen für Doktor- und Bachelorabschlüsse im Heraldo de Madrid. 1932 erhielten Petra und Adela Barnés González den Preis für herausragende Bachelorabschlüsse

Barnés war eine der vier Töchter von sieben Kindern des Politikers Francisco Barnés Salinas und seiner Frau Dorotea González de la Calle. Ihr Vater war Professor für Geschichte und wurde 1931 Abgeordneter und 1933 Minister für öffentliche Bildung und Schöne Künste unter der Regierung von Manuel Azaña und 1936 unter der Regierung von Santiago Casares Quiroga und José Giral Pereira. 1918 zog ihre Familie nach Madrid, als ihrem Vater eine Stelle als Geschichtslehrer an der Institutsschule angeboten wurde. Sie war eine der ersten Schülerinnen, die die Grundschule und weiterführende Schule des Instituto-Escuela besuchten, wo sie am 14. Juli 1926 ihren Abschluss erhielt. Sie studierte anschließend Chemie und schloss ihr Studium 1932 an der Universität Complutense Madrid ab. Im selben Jahr erhielt sie einen Preis für einen außerordentlichen Abschluss.
Von 1931 bis 1936 arbeitete sie als Forscherin in der Abteilung für Chemie und Physik des Nationalen Instituts für Physik und Chemie unter der Leitung des Chemikers Enrique Moles. In dieser Zeit wurde sie zur Assistenzprofessorin am Lehrstuhl für Anorganische Chemie der Universität Complutense Madrid ernannt. Während eines Besuchs von Marie Curie dort war Barnés ihre Begleiterin.

## Hochschullehrerin im Exil in Mexiko
Als der Bürgerkrieg in Spanien ausbrach, nahm Barnés an einer Konferenz in Paris teil und konnte weder nach Madrid zurückkehren noch ihre Dissertation dort beenden. Sie und ihr Ehemann wurden nach Mexiko verbannt, wo sie von José Giral Pereira, dem Rektor der Universität Complutense Madrid und später Minister während der Regierungen von Manuel Azaña, Largo Caballero und Juan Negrín, als Assistentin für Anorganische Chemie und Chemische Analyse an die Fakultät für Biowissenschaften des Instituto Politécnico Nacional berufen wurde.  Barnés war eine der 17 spanischen Wissenschaftlerinnen, die 1939 zusammen mit 308 anderen Wissenschaftlern nach Mexiko kamen. Fünf der 17 Frauen widmeten sich in Mexiko der Lehrtätigkeit. Barnés arbeitete dort bis zu ihrer Pensionierung und lebte in Mexiko-Stadt, wo sie 2011 starb.